# Saint-Denis-sur-Loire
Saint-Denis-sur-Loire là một xã thuộc tỉnh Loir-et-Cher miền trung nước Pháp.